# Mântua (província)
A província de Mântua (em italiano Provincia di Mantova) é uma província italiana da região da Lombardia com cerca de 377 790 habitantes, densidade de 161 hab/km². Está dividida em 70 comunas, sendo a capital Mântua.
Faz fronteira a norte e a este com a região do Vêneto (província de Verona e província de Rovigo), a este com , a sul com a região da Emília-Romanha (província de Ferrara, província de Modena, província de Reggio Emilia e província de Parma) e a oeste com província de Cremona e província de Bréscia.

## Comunas
Atualmente a província de Mântua conta com as seguintes 68 comunas:
- Acquanegra sul Chiese
- Asola
- Bagnolo San Vito
- Bigarello
- Borgo Virgilio
- Borgofranco sul Po
- Bozzolo
- Canneto sull'Oglio
- Carbonara di Po
- Casalmoro
- Casaloldo
- Casalromano
- Castel Goffredo
- Castel d'Ario
- Castelbelforte
- Castellucchio
- Castiglione delle Stiviere
- Cavriana
- Ceresara
- Commessaggio
- Curtatone
- Dosolo
- Gazoldo degli Ippoliti
- Gazzuolo
- Goito
- Gonzaga
- Guidizzolo
- Magnacavallo
- Mantova
- Marcaria
- Mariana Mantovana
- Marmirolo
- Medole
- Moglia
- Monzambano
- Motteggiana
- Ostiglia
- Pegognaga
- Pieve di Coriano
- Piubega
- Poggio Rusco
- Pomponesco
- Ponti sul Mincio
- Porto Mantovano
- Quingentole
- Quistello
- Redondesco
- Revere
- Rivarolo Mantovano
- Rodigo
- Roncoferraro
- Roverbella
- Sabbioneta
- San Benedetto Po
- San Giacomo delle Segnate
- San Giorgio di Mantova
- San Giovanni del Dosso
- San Martino dall'Argine
- Schivenoglia
- Sermide e Felonica
- Serravalle a Po
- Solferino
- Sustinente
- Suzzara
- Viadana
- Villa Poma
- Villimpenta
- Volta Mantovana

### Comunas por população
| Pos. | Comuna                     | População (hab) | Superfície (km²) | Densidade (hab/km²) | Altitude |
| ---- | -------------------------- | --------------- | ---------------- | ------------------- | -------- |
| 1º   | Mantova                    | 48.703          | 63,81            | 740,09              | 19       |
| 2º   | Castiglione delle Stiviere | 23.232          | 42,02            | 537,40              | 116      |
| 3º   | Suzzara                    | 21.041          | 60,10            | 339,90              | 20       |
| 4º   | Viadana                    | 19.990          | 103,84           | 189,10              | 26       |
| 5º   | Porto Mantovano            | 16.372          | 37,44            | 433,48              | 29       |
| 6º   | Curtatone                  | 14.862          | 67,47            | 217,11              | 26       |
| 7º   | Borgo Virgilio             | 14.712          | 69,99            | 210,34              | 22       |
| 8º   | Castel Goffredo            | 12.494          | 42,40            | 292,35              | 53       |
| 9º   | Goito                      | 10.374          | 79,22            | 130,90              | 33       |
| 10º  | Asola                      | 10.132          | 73,48            | 137,24              | 42       |